# Danh sách lãnh đạo chính phủ România
Dưới đây là danh sách những người đứng đầu chính phủ của nhà nước România hiện đại (cách gọi khác là Thủ tướng), từ khi nhà nước Thân vương quốc Liên hiệp được thành lập từ năm 1859 cho tới nay. Thủ tướng hiện tại của România là Nicolae Ionel Ciucă, một vị tướng đã nghỉ hưu và sau đó trở thành một chính trị gia vào năm 2020 khi gia nhập đảng Tự do Quốc gia (PNL).
Thủ tướng Nicolae Ciucă hiện đang nắm quyền điều hành một thể chế nội các được gọi là Đại Nội các Chính phủ, với tên chính thức là Chính phủ Liên hiệp Quốc gia România (viết tắt là CNR), bao gồm 3 đảng phái chính trị . Hai đảng chính trong thể chế chính trị này lần lượt là PNL và PSD (hai đảng tranh giành vị trí chính đảng) cùng đối tấc liên minh nhỏ hơn của họ là đảng UDMR/RMDSZ.
Thủ tướng Ciucă hiện đang phải đối mặt nghi án đạo văn từ luận án tiến sĩ của ông, và theo cáo buộc này mà một số nhà lãnh đạo phe đối lập trong quốc hội yêu cầu ông phải từ chức. Tuy nhiên hiện ông vẫn chưa có động thái từ chức và một mực phủ nhận việc đạo văn, bất chấp việc đạo văn của ông theo những người cáo buộc, là khá rõ ràng.

## Danh mục
Xu hướng chính trị của các lãnh đạo chính phủ România trước khi hệ thống chính trị đảng phái hiện đại ra đời
| C (Bảo thủ)         | MC (Bảo thủ Ôn hòa) |
| RL (Cấp tiến Tự do) | ML (Tự do Ôn hòa)   |

Xu hướng chính trị của các lãnh đạo chính phủ România sau khi hệ thống chính trị đảng phái hiện đại ra đời
| Đảng Tự do Dân tộc (quá khứ)/(hiện tại) (PNL)                                                             | Đảng Bảo thủ (PC)                        |
| Đảng Dân tộc România/Đảng Nông dân Dân tộc/Đảng Nông dân Dân tộc Dân chủ Thiên chúa giáo (PNR/PNȚ/PNȚ-CD) | Đảng Nhân dân (PP)                       |
| Đảng Dân chủ-Bảo thủ (PCD)                                                                                | Không đảng phái (Kđp.)                   |
| Đảng Dân tộc Dân chủ (PND)                                                                                | Đảng Dân tộc Thiên chúa giáo (PNC)       |
| Mặt trận Phục hưng Dân tộc (PRN) (sau 1940 là Đảng Quốc gia [PN])                                         | Mặt trận Dân cày (FP)                    |
| Đảng Công nhân România (PMR) (sau 1965 là Đảng Cộng sản România [PMR])                                    | Mặt trận Cứu nguy Dân tộc (PSN)          |
| Đảng Dân chủ Xã hội ở România (PDSR) (sau 2001 là Đảng Dân chủ Xã hội [PSD])                              | Quân đội (Qđ.)                           |
| Đảng Dân chủ Xã hội România (PSDR)                                                                        | Đảng Dân chủ/Đảng Dân chủ Tự do (PD/PLD) |

Các Thủ tướng tạm quyền sẽ được in nghiêng.

## Danh sách Thủ tướng

### Thân vuơng quốc Liên hiệp(1859 – 1881)
Từ năm 1859 đến năm 1862, hai thân vương quốc liên hiệp là Moldava và Wallachia đặt chính phủ trung ương ở thủ đô mỗi thân vương quốc: Iași và Bucharest. Năm 1862, Vương công Alexandru Ioan Cuza sửa đổi Hiến pháp và từ đó trở đi thì chỉ có một chính phủ trung ương thống nhất đặt tại Bucharest.
| Tên (Sinh – mất)                          | Chân dung | Bầu cử        | Nhiệm kỳ làm việc               | Nhiệm kỳ làm việc    | Nhiệm kỳ làm việc   | Đảng | Đảng           | Nội các               | Nguyên thủ quốc gia               |
| Tên (Sinh – mất)                          | Chân dung | Bầu cử        | Nhận nhiệm sở                   | Rời nhiệm sở         | Thời gian tại nhiệm | Đảng | Đảng           | Nội các               | Nguyên thủ quốc gia               |
| ----------------------------------------- | --------- | ------------- | ------------------------------- | -------------------- | ------------------- | ---- | -------------- | --------------------- | --------------------------------- |
| Barbu Catargiu (1807 – 1862)              |           | ?             | 22 tháng 1/ 15 tháng 2 năm 1862 | 8 tháng 6 năm 1862   | 137 ngày/ 113 ngày  |      | Bảo thủ        | Catargiu              | Alexandru Ioan Cuza (1859 – 1866) |
| Apostol Arsache (1789 – 1869)             |           | —             | 8 tháng 6 năm 1862              | 23 tháng 6 năm 1862  | 15 ngày             |      | Bảo thủ        | Catargiu              | Alexandru Ioan Cuza (1859 – 1866) |
| Nicolae Crețulescu (1812 – 1900)          |           | —             | 23 tháng 6 năm 1862             | 11 tháng 10 năm 1863 | 1 năm, 120 ngày     |      | Tự do Ôn hòa   | Crețulescu I          | Alexandru Ioan Cuza (1859 – 1866) |
| Mihail Kogălniceanu (1817 – 1891)         |           | 1864          | 11 tháng 10 năm 1863            | 26 tháng 1 năm 1865  | 1 năm, 107 ngày     |      | Tự do Ôn hòa   | Kogălniceanu          | Alexandru Ioan Cuza (1859 – 1866) |
| Constantin Bosianu (1815 – 1882)          |           | —             | 26 tháng 1 năm 1865             | 14 tháng 6 năm 1865  | 139 ngày            |      | Tự do Ôn hòa   | Bosianu               | Alexandru Ioan Cuza (1859 – 1866) |
| Nicolae Crețulescu (1812 – 1900)          |           | —             | 14 tháng 6 năm 1865             | 11 tháng 2 năm 1866  | 242 ngày            |      | Tự do Ôn hòa   | Crețulescu II         | Alexandru Ioan Cuza (1859 – 1866) |
| Ion Ghica (1816 – 1897)                   |           | Tháng 4 1866  | 11 tháng 2 năm 1866             | 10 tháng 5 năm 1866  | 88 ngày             |      | Tự do Ôn hòa   | Ion Ghica I           | Carol I (1866 – 1881)             |
| Lascăr Catargiu (1823 – 1899)             |           | —             | 11 tháng 5 năm 1866             | 13 tháng 7 năm 1866  | 63 ngày             |      | Bảo thủ        | Catargiu I            | Carol I (1866 – 1881)             |
| Ion Ghica (1816 – 1897)                   |           | Tháng 11 1866 | 15 tháng 7 năm 1866             | 21 tháng 2 năm 1867  | 221 ngày            |      | Tự do Ôn hòa   | Ion Ghica II          | Carol I (1866 – 1881)             |
| Constantin A. Crețulescu (1809 – 1884)    |           | —             | 1 tháng 3 năm 1867              | 4 tháng 8 năm 1867   | 156 ngày            |      | Cấp tiến Tự do | Crețulescu            | Carol I (1866 – 1881)             |
| Ștefan Golescu (1809 – 1874)              |           | 1867          | 26 tháng 11 năm 1867            | 12 tháng 5 năm 1868  | 168 ngày            |      | Cấp tiến Tự do | Ștefan Golescu        | Carol I (1866 – 1881)             |
| Nicolae Golescu (1810 – 1877)             |           | 1868          | 1 tháng 5 năm 1868              | 15 tháng 11 năm 1868 | 198 ngày            |      | Cấp tiến Tự do | Nicolae Golescu       | Carol I (1866 – 1881)             |
| Dimitrie Ghica (1816 – 1897)              |           | —             | 16 tháng 11 năm 1868            | 27 tháng 1 năm 1870  | 1 năm, 72 ngày      |      | Bảo thủ Ôn hòa | Dimitrie Ghica        | Carol I (1866 – 1881)             |
| Alexandru G. Golescu (1819 – 1881)        |           | 1869          | 2 tháng 2 năm 1870              | 18 tháng 4 năm 1870  | 75 ngày             |      | Tự do Ôn hòa   | Alexandru Golescu     | Carol I (1866 – 1881)             |
| Manolache Costache Epureanu (1823 – 1880) |           | —             | 20 tháng 4 năm 1870             | 14 tháng 12 năm 1870 | 238 ngày            |      | Bảo thủ        | Epureanu I            | Carol I (1866 – 1881)             |
| Ion Ghica (1816 – 1897)                   |           | —             | 18 tháng 12 năm 1870            | 11 tháng 3 năm 1871  | 83 ngày             |      | Tự do Ôn hòa   | Ion Ghica III         | Carol I (1866 – 1881)             |
| Lascăr Catargiu (1823 – 1899)             |           | —             | 11 tháng 3 năm 1871             | 30 tháng 3 năm 1876  | 5 năm, 14 ngày      |      | Bảo thủ        | Catargiu II           | Carol I (1866 – 1881)             |
| Ion Emanuel Florescu (1819 – 1893)        |           | —             | 17 tháng 4 năm 1876             | 6 tháng 5 năm 1876   | 19 ngày             |      | Bảo thủ        | Florescu I            | Carol I (1866 – 1881)             |
| Manolache Costache Epureanu (1823 – 1880) |           | —             | 6 tháng 5 năm 1876              | 5 tháng 8 năm 1876   | 91 ngày             |      | PNL            | Epureanu II           | Carol I (1866 – 1881)             |
| Ion Brătianu (1821 – 1891)                |           | —             | 24 tháng 7 năm 1876             | 14 tháng 3 năm 1881  | 4 năm, 233 ngày     |      | PNL            | Ion Brătianu I-II-III | Carol I (1866 – 1881)             |

### Vương quốc România (1881 – 1947)
| Tên (Sinh – mất)                           | Chân dung | Bầu cử | Nhiệm kỳ làm việc    | Nhiệm kỳ làm việc    | Nhiệm kỳ làm việc   | Đảng | Đảng | Nội các                   | Nguyên thủ quốc gia       |
| Tên (Sinh – mất)                           | Chân dung | Bầu cử | Nhận nhiệm sở        | Rời nhiệm sở         | Thời gian tại nhiệm | Đảng | Đảng | Nội các                   | Nguyên thủ quốc gia       |
| ------------------------------------------ | --------- | ------ | -------------------- | -------------------- | ------------------- | ---- | ---- | ------------------------- | ------------------------- |
| Ion Brătianu (1821 – 1891)                 |           | —      | 14 tháng 3 năm 1881  | 9 tháng 4 năm 1881   | 26 ngày             |      | PNL  | Ion Brătianu III          | Carol I (1881 – 1914)     |
| Dimitrie Brătianu (1818 – 1892)            |           | —      | 19 tháng 4 năm 1881  | 8 tháng 6 năm 1881   | 50 ngày             |      | PNL  | Dimitrie Brătianu         | Carol I (1881 – 1914)     |
| Ion Brătianu (1821 – 1891)                 |           | —      | 9 tháng 6 năm 1881   | 20 tháng 3 năm 1888  | 6 năm, 285 ngày     |      | PNL  | Ion Brătianu IV           | Carol I (1881 – 1914)     |
| Theodor Rosetti (1837 – 1923)              |           | —      | 13 tháng 4 năm 1888  | 11 tháng 4 năm 1889  | 363 ngày            |      | PC   | Theodor Rosetti           | Carol I (1881 – 1914)     |
| Lascăr Catargiu (1823 – 1899)              |           | —      | 11 tháng 4 năm 1889  | 3 tháng 11 năm 1889  | 206 ngày            |      | PC   | Catargiu III              | Carol I (1881 – 1914)     |
| Gheorghe Manu (1833 – 1911)                |           | —      | 5 tháng 11 năm 1889  | 15 tháng 2 năm 1891  | 1 năm, 102 ngày     |      | PC   | Theodor Rosetti           | Carol I (1881 – 1914)     |
| Ion Emanuel Florescu (1819 – 1893)         |           | 1892   | 2 tháng 3 năm 1891   | 19 tháng 12 năm 1891 | 292 ngày            |      | PC   | Florescu II               | Carol I (1881 – 1914)     |
| Lascăr Catargiu (1823 – 1899)              |           | —      | 19 tháng 12 năm 1891 | 15 tháng 10 năm 1895 | 3 năm, 300 ngày     |      | PC   | Catargiu IV               | Carol I (1881 – 1914)     |
| Dimitrie Sturdza (1833 – 1914)             |           | —      | 15 tháng 10 năm 1895 | 2 tháng 12 năm 1896  | 120 ngày            |      | PNL  | Dimitrie Sturdza I        | Carol I (1881 – 1914)     |
| Petre S. Aurelian (1833 – 1909)            |           | —      | 2 tháng 12 năm 1896  | 14 tháng 2 năm 1897  | 131 ngày            |      | PNL  | Sebeşanu Aurelian         | Carol I (1881 – 1914)     |
| Dimitrie Sturdza (1833 – 1914)             |           | —      | 12 tháng 4 năm 1897  | 23 tháng 4 năm 1899  | 2 năm, 11 ngày      |      | PNL  | Dimitrie Sturdza II       | Carol I (1881 – 1914)     |
| Gheorghe Grigore Cantacuzino (1833 – 1913) |           | —      | 23 tháng 4 năm 1899  | 19 tháng 7 năm 1900  | 1 năm, 87 ngày      |      | PC   | Cantacuzino I             | Carol I (1881 – 1914)     |
| Petre P. Carp (1837 – 1919)                |           | —      | 19 tháng 7 năm 1900  | 27 tháng 2 năm 1901  | 223 ngày            |      | PC   | Petrache Carp I           | Carol I (1881 – 1914)     |
| Dimitrie Sturdza (1833 – 1914)             |           | 1901   | 27 tháng 2 năm 1901  | 4 tháng 1 năm 1906   | 4 năm, 311 ngày     |      | PNL  | Dimitrie Sturdza III      | Carol I (1881 – 1914)     |
| Gheorghe Grigore Cantacuzino (1833 – 1913) |           | —      | 4 tháng 1 năm 1906   | 24 tháng 3 năm 1907  | 1 năm, 79 ngày      |      | PC   | Cantacuzino II            | Carol I (1881 – 1914)     |
| Dimitrie Sturdza (1833 – 1914)             |           | 1907   | 24 tháng 3 năm 1907  | 9 tháng 1 năm 1909   | 1 năm, 291 ngày     |      | PNL  | Dimitrie Sturdza IV       | Carol I (1881 – 1914)     |
| Ion I. C. Brătianu (1864 – 1927)           |           | —      | 9 tháng 1 năm 1909   | 28 tháng 12 năm 1910 | 1 năm, 353 ngày     |      | PNL  | Ion I. C. Brătianu I-II   | Carol I (1881 – 1914)     |
| Petre P. Carp (1837 – 1919)                |           | 1911   | 29 tháng 12 năm 1910 | 28 tháng 3 năm 1912  | 1 năm, 90 ngày      |      | PC   | Petrache Carp II          | Carol I (1881 – 1914)     |
| Titu Maiorescu (1840 – 1917)               |           | 1912   | 28 tháng 3 năm 1912  | 31 tháng 12 năm 1913 | 1 năm, 278 ngày     |      | PC   | Titu Maiorescu I-II       | Carol I (1881 – 1914)     |
| Ion I. C. Brătianu (1864 – 1927)           |           | 1914   | 16 tháng 1 năm 1914  | 9 tháng 2 năm 1918   | 4 năm, 24 ngày      |      | PNL  | Ion I. C. Brătianu III-IV | Ferdinand I (1914 – 1927) |
| Alexandru Averescu (1859 – 1938)           |           | —      | 9 tháng 2 năm 1918   | 15 tháng 3 năm 1918  | 34 ngày             |      | Qđ.  | Alexandru Averescu I      | Ferdinand I (1914 – 1927) |
| Alexandru Marghiloman (1854 – 1925)        |           | 1918   | 15 tháng 3 năm 1918  | 24 tháng 10 năm 1918 | 223 ngày            |      | PC   | Marghiloman               | Ferdinand I (1914 – 1927) |
| Constantin Coandă (1857 – 1932)            |           | —      | 24 tháng 10 năm 1918 | 14 tháng 12 năm 1918 | 51 ngày             |      | Qđ.  | Constantin Coandă         | Ferdinand I (1914 – 1927) |
| Ion I. C. Brătianu (1864 – 1927)           |           | —      | 14 tháng 12 năm 1918 | 1 tháng 10 năm 1919  | 291 ngày            |      | PNL  | Ion I. C. Brătianu V      | Ferdinand I (1914 – 1927) |
| Artur Văitoianu (1864 – 1956)              |           | —      | 1 tháng 10 năm 1919  | 9 tháng 12 năm 1919  | 69 ngày             |      | Qđ.  | Văitoianu                 | Ferdinand I (1914 – 1927) |
| Alexandru Vaida-Voevod (1872 – 1950)       |           | 1919   | 9 tháng 12 năm 1919  | 19 tháng 3 năm 1920  | 111 ngày            |      | PNL  | Vaida-Voevod I            | Ferdinand I (1914 – 1927) |
| Alexandru Averescu (1859 – 1938)           |           | 1920   | 19 tháng 3 năm 1920  | 18 tháng 12 năm 1921 | 1 năm, 274 ngày     |      | PP   | Alexandru Averescu II     | Ferdinand I (1914 – 1927) |
| Take Ionescu (1858 – 1922)                 |           | —      | 18 tháng 12 năm 1921 | 19 tháng 1 năm 1922  | 32 ngày             |      | PCD  | Take Ionescu              | Ferdinand I (1914 – 1927) |
| Ion I. C. Brătianu (1864 – 1927)           |           | 1921   | 19 tháng 1 năm 1922  | 30 tháng 3 năm 1926  | 3 năm, 111 ngày     |      | PNL  | Ion I. C. Brătianu VI     | Ferdinand I (1914 – 1927) |
| Alexandru Averescu (1859 – 1938)           |           | 1926   | 30 tháng 3 năm 1926  | 4 tháng 6 năm 1927   | 1 năm, 66 ngày      |      | PP   | Alexandru Averescu III    | Ferdinand I (1914 – 1927) |
| Barbu Știrbey (1873 – 1946)                |           | —      | 4 tháng 6 năm 1927   | 21 tháng 6 năm 1927  | 17 ngày             |      | Kđp. | Barbu Știrbey             | Ferdinand I (1914 – 1927) |
| Ion I. C. Brătianu (1864 – 1927)           |           | 1927   | 21 tháng 6 năm 1927  | 24 tháng 11 năm 1927 | 156 ngày            |      | PNL  | Ion I. C. Brătianu VII    | Mihai I (1927 – 1930)     |
| Vintilă Brătianu (1867 – 1930)             |           | —      | 24 tháng 11 năm 1927 | 11 tháng 11 năm 1928 | 353 ngày            |      | PNL  | Vintilă Brătianu          | Mihai I (1927 – 1930)     |
| Iuliu Maniu (1873 – 1953)                  |           | 1928   | 11 tháng 11 năm 1928 | 7 tháng 6 năm 1930   | 1 năm, 208 ngày     |      | PNȚ  | Iuliu Maniu I             | Mihai I (1927 – 1930)     |
| Gheorghe Mironescu (1874 – 1949)           |           | —      | 7 tháng 6 năm 1930   | 12 tháng 6 năm 1930  | 5 ngày              |      | PNȚ  | Gheorghe Mironescu I      | Carol II (1930 – 1940)    |
| Iuliu Maniu (1873 – 1953)                  |           | —      | 13 tháng 6 năm 1930  | 10 tháng 10 năm 1930 | 119 ngày            |      | PNȚ  | Iuliu Maniu II            | Carol II (1930 – 1940)    |
| Gheorghe Mironescu (1874 – 1949)           |           | —      | 10 tháng 10 năm 1930 | 17 tháng 4 năm 1931  | 189 ngày            |      | PNȚ  | Gheorghe Mironescu II     | Carol II (1930 – 1940)    |
| Nicolae Iorga (1871 – 1940)                |           | 1931   | 19 tháng 4 năm 1931  | 6 tháng 6 năm 1932   | 1 năm, 48 ngày      |      | PND  | Nicolae Iorga             | Carol II (1930 – 1940)    |
| Alexandru Vaida-Voevod (1872 – 1950)       |           | 1932   | 6 tháng 6 năm 1932   | 19 tháng 10 năm 1932 | 135 ngày            |      | PNȚ  | Vaida-Voevod II-III       | Carol II (1930 – 1940)    |
| Iuliu Maniu (1873 – 1953)                  |           | —      | 20 tháng 10 năm 1932 | 13 tháng 1 năm 1933  | 85 ngày             |      | PNȚ  | Iuliu Maniu III           | Carol II (1930 – 1940)    |
| Alexandru Vaida-Voevod (1872 – 1950)       |           | —      | 14 tháng 1 năm 1933  | 14 tháng 11 năm 1933 | 304 ngày            |      | PNȚ  | Vaida-Voevod IV           | Carol II (1930 – 1940)    |
| Ion G. Duca (1879 – 1933)                  |           | 1933   | 14 tháng 11 năm 1933 | 30 tháng 12 năm 1933 | 46 ngày             |      | PNL  | Ion Gheorghe Duca         | Carol II (1930 – 1940)    |
| Constantin Angelescu (1870 – 1948)         |           | —      | 30 tháng 12 năm 1933 | 3 tháng 1 năm 1934   | 4 ngày              |      | PNL  | Constantin Angelescu      | Carol II (1930 – 1940)    |
| Gheorghe Tătărescu (1886 – 1957)           |           | —      | 3 tháng 1 năm 1934   | 28 tháng 12 năm 1937 | 3 năm, 359 ngày     |      | PNL  | Tătărescu I–II–III–IV     | Carol II (1930 – 1940)    |
| Octavian Goga (1881 – 1938)                |           | 1937   | 28 tháng 12 năm 1937 | 11 tháng 2 năm 1938  | 45 ngày             |      | PNC  | Octavian Goga             | Carol II (1930 – 1940)    |
| Thượng phụ Miron Cristea (1868 – 1939)     |           | —      | 11 tháng 2 năm 1938  | 6 tháng 3 năm 1939   | 360 ngày            |      | Kđp. | Cristea I–II–III          | Carol II (1930 – 1940)    |
| Armand Călinescu (1893 – 1939)             |           | 1939   | 7 tháng 3 năm 1939   | 21 tháng 9 năm 1939  | 198 ngày            |      | FRN  | Armand Călinescu          | Carol II (1930 – 1940)    |
| Gheorghe Argeșanu (1883 – 1940)            |           | —      | 21 tháng 9 năm 1939  | 28 tháng 9 năm 1939  | 7 ngày              |      | Qđ.  | Argeșanu                  | Carol II (1930 – 1940)    |
| Constantin Argetoianu (1871 – 1955)        |           | —      | 28 tháng 9 năm 1939  | 23 tháng 11 năm 1939 | 56 ngày             |      | FRN  | Argetoianu                | Carol II (1930 – 1940)    |
| Gheorghe Tătărescu (1886 – 1957)           |           | —      | 25 tháng 11 năm 1939 | 4 tháng 7 năm 1940   | 222 ngày            |      | FRN  | Tătărescu V–VI            | Carol II (1930 – 1940)    |
| Ion Gigurtu (1886 – 1959)                  |           | —      | 4 tháng 7 năm 1940   | 4 tháng 9 năm 1940   | 62 ngày             |      | FRN  | Gigurtu                   | Carol II (1930 – 1940)    |
| Ion Antonescu (1882 – 1946)                |           | —      | 6 tháng 9 năm 1940   | 23 tháng 8 năm 1944  | 3 năm, 352 ngày     |      | Qđ.  | Antonescu I–II–III        | Mihai I (1940 – 1947)     |
| Constantin Sănătescu (1885 – 1947)         |           | —      | 23 tháng 8 năm 1944  | 2 tháng 12 năm 1944  | 101 ngày            |      | Qđ.  | Sănătescu                 | Mihai I (1940 – 1947)     |
| Nicolae Rădescu (1874 – 1953)              |           | —      | 6 tháng 12 năm 1944  | 28 tháng 2 năm 1945  | 84 ngày             |      | Qđ.  | Nicolae Rădescu           | Mihai I (1940 – 1947)     |
| Petru Groza (1884 – 1958)                  |           | — 1946 | 6 tháng 3 năm 1945   | 29 tháng 12 năm 1947 | 2 năm, 298 ngày     |      | FP   | Petru Groza I–II          | Mihai I (1940 – 1947)     |

### Cộng hòa Nhân dân România/Cộng hòa Xã hội chủ nghĩa România (1947 – 1989)
| Tên (Sinh – mất)                     | Chân dung                       | Bầu cử         | Nhiệm kỳ làm việc    | Nhiệm kỳ làm việc    | Nhiệm kỳ làm việc   | Đảng | Đảng | Nội các                       | Nguyên thủ quốc gia                  |
| Tên (Sinh – mất)                     | Chân dung                       | Bầu cử         | Nhận nhiệm sở        | Rời nhiệm sở         | Thời gian tại nhiệm | Đảng | Đảng | Nội các                       | Nguyên thủ quốc gia                  |
| ------------------------------------ | ------------------------------- | -------------- | -------------------- | -------------------- | ------------------- | ---- | ---- | ----------------------------- | ------------------------------------ |
| Petru Groza (1884 – 1958)            |                                 | — 1948         | 30 tháng 12 năm 1947 | 2 tháng 6 năm 1952   | 4 năm, 155 ngày     |      | FP   | Petru Groza III–IV            | Constantin Parhon (1947 – 1952)      |
| Gheorghe Gheorghiu-Dej (1901 – 1965) |                                 | — 1952         | 2 tháng 6 năm 1952   | 2 tháng 10 năm 1955  | 3 năm, 122 ngày     |      | PMR  | Gheorghiu-Dej I–II            | Petru Groza (1952 – 1958)            |
| Chivu Stoica (1908 – 1975)           |                                 | — 1957         | 2 tháng 10 năm 1955  | 21 tháng 3 năm 1961  | 5 năm, 170 ngày     |      | PMR  | Chivu Stoica I–II             | Ion Gheorghe Maurer (1958 – 1961)    |
| Ion Gheorghe Maurer (1902 – 2000)    |                                 | 1961 1965 1969 | 21 tháng 3 năm 1961  | 29 tháng 3 năm 1974  | 12 năm, 343 ngày    |      | PCR  | Gheorghe Maurer I–II–III–IV–V | Gheorghe Gheorghiu-Dej (1961 – 1965) |
| Ion Gheorghe Maurer (1902 – 2000)    | Chivu Stoica (1965 – 1967)      | 1961 1965 1969 | 21 tháng 3 năm 1961  | 29 tháng 3 năm 1974  | 12 năm, 343 ngày    |      | PCR  | Gheorghe Maurer I–II–III–IV–V |                                      |
| Ion Gheorghe Maurer (1902 – 2000)    | Nicolae Ceaușescu (1967 – 1989) | 1961 1965 1969 | 21 tháng 3 năm 1961  | 29 tháng 3 năm 1974  | 12 năm, 343 ngày    |      | PCR  | Gheorghe Maurer I–II–III–IV–V |                                      |
| Manea Mănescu (1916 – 2009)          |                                 | — 1975         | 29 tháng 3 năm 1974  | 29 tháng 3 năm 1979  | 5 năm, 0 ngày       |      | PCR  | Mănescu I–II                  |                                      |
| Ilie Verdeț (1925 – 2001)            |                                 | — 1980         | 29 tháng 3 năm 1979  | 21 tháng 5 năm 1982  | 3 năm, 53 ngày      |      | PCR  | Ilie Verdeț I–II              |                                      |
| Constantin Dăscălescu (1923 – 2003)  |                                 | — 1985         | 21 tháng 5 năm 1982  | 22 tháng 12 năm 1989 | 7 năm, 215 ngày     |      | PCR  | Dăscălescu I–II               |                                      |

### România hiện tại (1989 – nay)
| Tên (Sinh – mất)                                       | Chân dung | Bầu cử | Nhiệm kỳ làm việc    | Nhiệm kỳ làm việc    | Nhiệm kỳ làm việc   | Đảng | Đảng   | Nội các            | Nguyên thủ quốc gia               |
| Tên (Sinh – mất)                                       | Chân dung | Bầu cử | Nhận nhiệm sở        | Rời nhiệm sở         | Thời gian tại nhiệm | Đảng | Đảng   | Nội các            | Nguyên thủ quốc gia               |
| ------------------------------------------------------ | --------- | ------ | -------------------- | -------------------- | ------------------- | ---- | ------ | ------------------ | --------------------------------- |
| Hội đồng Mặt trận Cứu nguy Dân tộc Quốc gia (De facto) |           | —      | 22 tháng 12 năm 1989 | 26 tháng 12 năm 1989 | 4 ngày              |      | FSN    | Lâm thời           | Ion Iliescu (1989 – 1996)         |
| Petre Roman (sinh 1946)                                |           | — 1992 | 26 tháng 12 năm 1989 | 16 tháng 10 năm 1991 | 1 năm, 294 ngày     |      | FSN    | Roman I–II–III     | Ion Iliescu (1989 – 1996)         |
| Theodor Stolojan (sinh 1943)                           |           | —      | 16 tháng 10 năm 1991 | 18 tháng 11 năm 1992 | 1 năm, 33 ngày      |      | FSN    | Stolojan           | Ion Iliescu (1989 – 1996)         |
| Nicolae Văcăroiu (sinh 1943)                           |           | 1992   | 18 tháng 11 năm 1992 | 12 tháng 12 năm 1996 | 4 năm, 24 ngày      |      | PDSR   | Văcăroiu           | Ion Iliescu (1989 – 1996)         |
| Victor Ciorbea (sinh 1954)                             |           | 1996   | 12 tháng 12 năm 1996 | 30 tháng 3 năm 1998  | 1 năm, 108 ngày     |      | PNȚ-CD | Ciorbea            | Emil Constantinescu (1996 – 2000) |
| Gavril Dejeu (sinh 1932)                               |           | —      | 30 tháng 3 năm 1998  | 17 tháng 4 năm 1998  | 18 ngày             |      | PNȚ-CD | Ciorbea            | Emil Constantinescu (1996 – 2000) |
| Radu Vasile (1943 – 2013)                              |           | —      | 17 tháng 4 năm 1998  | 13 tháng 12 năm 1999 | 1 năm, 240 ngày     |      | PNȚ-CD | Vasile             | Emil Constantinescu (1996 – 2000) |
| Alexandru Athanasiu (sinh 1955)                        |           | —      | 13 tháng 12 năm 1999 | 22 tháng 12 năm 1999 | 9 ngày              |      | PDSR   | Vasile             | Emil Constantinescu (1996 – 2000) |
| Mugur Isărescu (sinh 1949)                             |           | —      | 22 tháng 12 năm 1999 | 28 tháng 12 năm 2000 | 1 năm, 6 ngày       |      | Kđp.   | Isărescu           | Emil Constantinescu (1996 – 2000) |
| Adrian Năstase (sinh 1950)                             |           | 2000   | 28 tháng 12 năm 2000 | 21 tháng 12 năm 2004 | 3 năm, 359 ngày     |      | PSD    | Năstase            | Ion Iliescu (2000 – 2004)         |
| Eugen Bejinariu (sinh 1959)                            |           | —      | 21 tháng 12 năm 2004 | 28 tháng 12 năm 2004 | 7 ngày              |      | PSD    | Năstase            | Traian Basescu (2004 – 2014)      |
| Călin Popescu-Tăriceanu (sinh 1952)                    |           | 2004   | 28 tháng 12 năm 2004 | 22 tháng 12 năm 2008 | 3 năm, 360 ngày     |      | PNL    | Tăriceanu I–II     | Traian Basescu (2004 – 2014)      |
| Emil Boc (sinh 1966)                                   |           | 2008   | 22 tháng 12 năm 2008 | 6 tháng 2 năm 2012   | 3 năm, 46 ngày      |      | PDL    | Emil Boc I–II      | Traian Basescu (2004 – 2014)      |
| Cătălin Predoiu (sinh 1968)                            |           | —      | 6 tháng 2 năm 2012   | 9 tháng 2 năm 2012   | 3 ngày              |      | Kđp.   | Boc II             | Traian Basescu (2004 – 2014)      |
| Mihai Răzvan Ungureanu (sinh 1968)                     |           | —      | 9 tháng 2 năm 2012   | 7 tháng 5 năm 2012   | 88 ngày             |      | Kđp.   | Ungureanu          | Traian Basescu (2004 – 2014)      |
| Victor Ponta (sinh 1972)                               |           | — 2012 | 7 tháng 5 năm 2012   | 22 tháng 6 năm 2015  | 3 năm, 46 ngày      |      | PSD    | Ponta I–II–III–IV  | Traian Basescu (2004 – 2014)      |
| Gabriel Oprea (sinh 1961)                              |           | —      | 22 tháng 6 năm 2015  | 9 tháng 7 năm 2015   | 17 ngày             |      | UNPR   | Ponta IV           | Klaus Iohannis (2014 – )          |
| Victor Ponta (sinh 1972)                               |           | —      | 9 tháng 7 năm 2015   | 29 tháng 7 năm 2015  | 20 ngày             |      | PSD    | Ponta IV           | Klaus Iohannis (2014 – )          |
| Gabriel Oprea (sinh 1961)                              |           | —      | 29 tháng 7 năm 2015  | 10 tháng 8 năm 2015  | 12 ngày             |      | UNPR   | Ponta IV           | Klaus Iohannis (2014 – )          |
| Victor Ponta (sinh 1972)                               |           | —      | 10 tháng 8 năm 2015  | 4 tháng 11 năm 2015  | 86 ngày             |      | PSD    | Ponta IV           | Klaus Iohannis (2014 – )          |
| Sorin Cîmpeanu (sinh 1968)                             |           | —      | 5 tháng 11 năm 2015  | 17 tháng 11 năm 2015 | 12 ngày             |      | ALDE   | Ponta IV           | Klaus Iohannis (2014 – )          |
| Dacian Cioloș (sinh 1969)                              |           | —      | 17 tháng 11 năm 2015 | 4 tháng 1 năm 2017   | 1 năm, 48 ngày      |      | Kđp.   | Cioloș             | Klaus Iohannis (2014 – )          |
| Sorin Grindeanu (sinh 1973)                            |           | 2016   | 4 tháng 1 năm 2017   | 29 tháng 6 năm 2017  | 176 ngày            |      | PSD    | Grindeanu          | Klaus Iohannis (2014 – )          |
| Mihai Tudose (sinh 1967)                               |           | —      | 29 tháng 6 năm 2017  | 16 tháng 1 năm 2018  | 201 ngày            |      | PSD    | Tudose             | Klaus Iohannis (2014 – )          |
| Mihai Fifor (sinh 1970)                                |           | —      | 16 tháng 1 năm 2018  | 29 tháng 1 năm 2018  | 13 ngày             |      | PSD    | Tudose             | Klaus Iohannis (2014 – )          |
| Viorica Dăncilă (sinh 1963)                            |           | —      | 29 tháng 1 năm 2018  | 4 tháng 11 năm 2019  | 1 năm, 279 ngày     |      | PSD    | Dăncilă            | Klaus Iohannis (2014 – )          |
| Ludovic Orban (sinh 1963)                              |           | —      | 4 tháng 11 năm 2019  | 7 tháng 12 năm 2020  | 1 năm, 338 ngày     |      | PNL    | Ludovic Orban I–II | Klaus Iohannis (2014 – )          |
| Nicolae Ciucă (sinh 1967)                              |           | —      | 7 tháng 12 năm 2020  | 23 tháng 12 năm 2020 | 16 ngày             |      | PNL    | Ludovic Orban II   | Klaus Iohannis (2014 – )          |
| Florin Cîțu (sinh 1972)                                |           | 2020   | 23 tháng 12 năm 2020 | 25 tháng 11 năm 2021 | 337 ngày            |      | PNL    | Cîțu               | Klaus Iohannis (2014 – )          |
| Nicolae Ciucă (sinh 1967)                              |           | —      | 25 tháng 11 năm 2021 | 12 tháng 6 năm 2023  | 1 năm, 199 ngày     |      | PNL    | Ciucă              | Klaus Iohannis (2014 – )          |
| Cătălin Predoiu (sinh 2023)                            |           | —      | 12 tháng 6 năm 2023  | 15 tháng 6 năm 2023  | 3 ngày              |      | PNL    | Ciucă              | Klaus Iohannis (2014 – )          |
| Marcel Ciolacu (sinh 1967)                             |           | —      | 15 tháng 6 năm 2023  | Đương nhiệm          | 1 năm, 286 ngày     |      | PSD    | Ciolacu I–II       | Klaus Iohannis (2014 – )          |
| Marcel Ciolacu (sinh 1967)                             | 2024      |        | 15 tháng 6 năm 2023  | Đương nhiệm          | 1 năm, 286 ngày     |      | PSD    | Ciolacu I–II       | Klaus Iohannis (2014 – )          |